# 2040
Évszázadok: 20. század – 21. század – 22. század
Évtizedek: 1990-es évek – 2000-es évek – 2010-es évek – 2020-as évek – 2030-as évek – 2040-es évek – 2050-es évek – 2060-as évek – 2070-es évek – 2080-as évek – 2090-es évek
Évek: 2035 – 2036 – 2037 – 2038 –  2039 – 2040 – 2041 – 2042 – 2043 – 2044 – 2045
2040-es év (MMXL) a Gergely-naptár szerint vasárnappal kezdődik.

## Várható események

### Határozott dátumú események
- május 2. – Részleges napfogyatkozás.
- szeptember 12. – A Merkúr, a Vénusz, a Mars, a Jupiter és a Szaturnusz egymáshoz közel lesz látható az égbolton.[1]
- november 4. – Részleges napfogyatkozás.
- november 6. – Az Amerikai Egyesült Államokban a 64. elnökválasztásra és a 127. kongresszusi választásra kerül sor.

### Határozatlan dátumú események
- az év folyamán – A Jupiter Nagy Vörös Foltja számítások szerint kör alakú lesz.[2]

## Előrejelzések
Klímakutatók szerint 2040 körül a Északi-sarki-óceán jégmentes lesz, legalábbis ősszel (News reports, 2006. december).

## Elképzelt események
- A Macross Plus, a Cybuster és a Bubblegum Crisis Tokyo 2040 című animék mind 2040-ben játszódnak.
- A Star Trek: Az új nemzedék világában a televízió idejétmúlttá válik.
- A Ki vagy, Doki? sorozat Short Trips 2040 részében ebben az évben játszódik.
- A Phantom 2040 sorozat ebben az évben játszódik.
- Edward de Bono 2040: Possibilities by Edward de Bono című filmje az előadás 2040-es stílusát mutatja be.